# Галерија Фундана
Галерија Фундана (око 40 – након 69) била је римска царица, односно супруга римског цара Вителија.

## Биографија
Галерија је ћерка бившег претора Галерија. Витилију је родила двоје деце, сина и ћерку. Тацит, који је са несимпатијама писао према Витилију, наводи да је Галерија била жена са пуно врлина и потпуна супротност своме мужу. Галеријин син Вителије преименован је у Германија након што је 69. године његов отац убијен у јеврејском устанку. Галерији је живот био поштеђен и дозвољено јој је да сахрани свога мужа. 